# Normandy (Tennessee)
Normandy – miasto w Stanach Zjednoczonych, w stanie Tennessee, w hrabstwie Bedford.